# Murrayonida
Murrayonida là một bộ bọt biển trong phân lớp Calcinea.

## Phân loại học
Bộ này bao gồm bốn loài đã biết, trong ba họ:
Họ Murrayonidae  Dendy & Row, 1913 
- Murrayona phanolepis   Kirkpatrick, 1910  - được phát hiện bởi C. W. Andrews trên Đảo Christmas[1] và tên loài được đề xuất để vinh danh Ngài John Murray, người đã tài trợ cho chuyến thám hiểm Đảo Christmas, và tên tương ứng sau đó đã được đặt cho bộ.

Họ Lelapiellidae Borojevic, Boury-Esnault & Vacelet, 1990
- Lelapiella incrustans Vacelet, 1977
- Lelapiella sphaerulifera Vacelet, 1977

Họ Paramurrayonidae Vacelet, 1967
- Paramurrayona corticata Vacelet, 1967